# Courcelles (Doubs)
Courcelles település Franciaországban, Doubs megyében. Lakosainak száma 105 fő (2022. január 1.). Courcelles Charnay, Palantine, Rouhe és Rurey községekkel határos.

## Népesség
A település népességének változása:
| Lakosok száma | 51   | 65   | 63   | 72   | 99   | 111  | 106  | 105  | 105  | 105  |
|               | 1968 | 1982 | 1990 | 2006 | 2013 | 2015 | 2017 | 2019 | 2020 | 2022 |